# La Rage du peuple
La Rage du Peuple est un mouvement social urbain créé en 2004 dans le quartier de Noailles dans le centre-ville de Marseille. Ce collectif s'inscrit dans l'altermondialisme à travers sa participation au Forum social mondial. 

## Origine du mouvement
La Rage du Peuple est fondé après la fermeture de la Maison de David, un lieu d'accueil et d'échange du centre-ville de Marseille où se sont rejoints une dizaine d'artistes marseillais dont le plasticien David Gabriel, le producteur Akadak, les artistes Keny Arkana, Mc Ray, le beatmaker Revolu’son, Faianatur, Sista Fah, Sista Micky et DJ Oscar. Le lieu ferme en 2003 à cause du projet de réhabilitation du quartier populaire de Noailles. Le collectif d'artiste propose alors la création d'un mouvement politique : La Rage du Peuple.

## Novembre 2005
En novembre 2005, le mouvement se fait connaître au niveau national lors des émeutes de 2005 dans les banlieues françaises. Le collectif diffuse dès la première semaine d'émeutes un communiqué appelant à la création d'un forum social des banlieues afin de « s'organiser collectivement pour répondre à la violence actuelle, notamment sociale, policière et politique ». Le collectif participe ensuite au "Forum des Autorités locales de Périphéries" (FALP) proclamant lors de la réunion de clôture le manifeste de la Rage du Peuple. En 2007, le premier Forum Social des Quartiers Populaires est organisé à Saint-Denis.

## Mouvement contre le CPE
Le mouvement de la Rage du Peuple participe au mouvement social d'opposition au Contrat première embauche et son monde traversant la question des liens entre les quartiers populaires et le mouvement étudiant. Dès janvier 2006, le collectif prend part à l'organisation d'une coalition à Marseille, "Jeunesse en lutte" qu'elle quittera quelques semaines plus tard à cause de son orientation politique. Le collectif ne participera pas à la dite "coordination nationale" mais circule dans les différentes universités occupées. 
Après le recul du gouvernement en avril 2006, le collectif participe à l'occupation de l'ex Office des migrations internationales (OMI) par les familles sans papiers et leurs soutiens, en face de la Fac St Charles occupé par les étudiants. Pendant plusieurs semaines, un fort mouvement social revendique l'application pour tous de l'Article 13 de la déclaration universelle des droits de l'homme : "Toute personne a le droit de circuler librement". Un documentaire diffusé au Forum social mondial des Migrations retrace ce mouvement (Katala Youth Vivra !).

## Espace zapatiste
La Rage du peuple est investie dans le mouvement anti-globalisation et altermondialiste à travers sa participation aux contre-sommets et aux forums sociaux. Après le Forum social mondial de Mumbay puis en 2005 à Porto Alegre, plusieurs membres participent au Forum social mondial de Bamako en 2006. Durant ce forum le collectif initie la création d'un "Espace Zapatiste" à Marseille pour créer "un espace d'intercommunication" et permettre de diffuser largement le forum social mondial à Noailles. L'expérience sera renouvelée lors du Forum social mondial de Nairobi avec des lieux de diffusion locaux à Barcelone, Gênes, Dublin, Philadelphie... Les espaces d'intercommunications seront popularisés plus largement au sein des organisations altermondialistes lors de la journée d'action mondiale décentralisée du forum social mondial, le 26 janvier 2008, qui verra l'émergence de plusieurs dizaines d'intercommunications entre Paris, Barcelone, Rome, Ramallah, Pelotas, Sao Paolo, Mexico, Lomé...

## Assemblée populaire
Le collectif met en place des assemblées populaires dans le quartier de Noailles. Ces assemblées sont des espaces ouverts, libres et horizontaux qui permettent aux habitants de s'organiser librement, selon les envies et compétences, dans le but de créer une dynamique porteuse de changement. Des assemblées similaires ont par la suite été organisées dans différentes villes de France. Les assemblées sont prolongées par l'Appel aux sans voix lancé en 2007. Cet appel permet l'organisation d'une vingtaine de forums dans plusieurs villes, durant la campagne présidentielle, ainsi que la mise en place d'un forum sur internet avec plusieurs milliers de participants réguliers.

## Le clip
Ce mouvement est également connu à travers le clip "La Rage" de Keny Arkana, cofondatrice du collectif, diffusé sur internet en mai 2006.